# Championnat de Norvège féminin de football 2019
Navigation
Édition précédente Édition suivante
Le championnat de Norvège féminin de football 2019 est la 33e édition du championnat de Norvège féminin. Les douze meilleurs clubs de football féminin de Norvège sont regroupés au sein d'une poule unique, la Toppserien, où ils s'affrontent deux fois au cours de la saison, à domicile et à l'extérieur.
Fotballaget Fart accède à l'élite.

## Les équipes participantes
Une seule équipe est promue en première division, Fotballaget Fart, puisque le FK Lyn a remporté les barrages en fin de saison 2018 et se maintient dans l'élite.
| \| Agglomération d'Oslo: FK Lyn Vålerenga FD Lillestrøm SK Kolbotn Fotball Røa IL Stabæk FK Oslo Avaldsnes IL Klepp IL Arna-Bjørnar SK Trondheims-Ørn IL Sandviken Fotballaget Fart \| Localisation des clubs engagés. |
| Agglomération d'Oslo: FK Lyn Vålerenga FD Lillestrøm SK Kolbotn Fotball Røa IL Stabæk FK Oslo Avaldsnes IL Klepp IL Arna-Bjørnar SK Trondheims-Ørn IL Sandviken Fotballaget Fart                                       |

| Club              | Classement 2018 | Stade                   | Capacité | Date de Création |
| ----------------- | --------------- | ----------------------- | -------- | ---------------- |
| Lillestrøm SK     | 1               | LSK-Hallen              | 3 000    |                  |
| Klepp IL          | 2               | Klepp Stadion           |          |                  |
| Arna-Bjørnar      | 3               | Arna Idrettspark        |          |                  |
| IL Sandviken      | 4               | Stemmemyren             |          |                  |
| Kolbotn Fotball   | 5               | Sofiemyr                |          |                  |
| Vålerenga FD      | 6               | Intility Arena          | 16 555   |                  |
| Røa IL            | 7               | Røa kunstgress          |          |                  |
| Stabæk FK         | 8               | Nadderud Stadion        |          |                  |
| Avaldsnes IL      | 9               | Avaldsnes Idrettssenter | 1 000    |                  |
| SK Trondheims-Ørn | 10              | DnB NOR Arena           | 3 000    |                  |
| FK Lyn            | 11              | Kringsjå kunstgress     |          |                  |
| Fotballaget Fart  | 1 (D2)          | Fartbana                |          |                  |

## Compétition
Le championnat débute le 23 mars 2019 pour se terminer le 16 novembre 2019

### Classement
Le barème utilisé pour établir le classement est le suivant : 3 points pour une victoire, 1 point pour un match nul et 0 point pour une défaite.
| Rang | Équipe             | Pts | J  | G  | N | P  | Bp | Bc | Diff |
| ---- | ------------------ | --- | -- | -- | - | -- | -- | -- | ---- |
| 1    | Lillestrøm SK T'C' | 50  | 22 | 15 | 5 | 2  | 51 | 18 | +33  |
| 2    | Vålerenga FD       | 46  | 22 | 14 | 4 | 4  | 41 | 24 | +17  |
| 3    | Klepp IL           | 44  | 22 | 14 | 2 | 6  | 48 | 19 | +29  |
| 4    | IL Sandviken       | 40  | 22 | 12 | 4 | 6  | 43 | 32 | +11  |
| 5    | Avaldsnes IL       | 34  | 22 | 9  | 7 | 6  | 40 | 33 | +7   |
| 6    | Røa IL             | 29  | 22 | 7  | 8 | 7  | 40 | 35 | +5   |
| 7    | SK Trondheims-Ørn  | 29  | 22 | 8  | 5 | 9  | 26 | 22 | +4   |
| 8    | Kolbotn Fotball    | 27  | 22 | 7  | 6 | 9  | 35 | 39 | -4   |
| 9    | Arna-Bjørnar       | 23  | 22 | 6  | 5 | 11 | 26 | 41 | -15  |
| 10   | FK Lyn             | 20  | 22 | 4  | 8 | 10 | 23 | 37 | -14  |
| 11   | Stabæk FK          | 13  | 22 | 3  | 4 | 15 | 16 | 43 | -27  |
| 12   | Fotballaget Fart   | 10  | 22 | 2  | 4 | 16 | 14 | 60 | -46  |

### Barrage de relégation
À la fin de la saison, le 10e du championnat affronte le champion de Norvège de deuxième division pour tenter de se maintenir. 
| Équipe        | Aller | Total | Retour | Équipe      |
| ------------- | ----- | ----- | ------ | ----------- |
| IF Fløya (D2) | 0-5   | 1-7   | 1-2    | (D1) FK Lyn |

FK Lyn remporte le barrage pour le maintien en première division en battant le IF Fløya.

## Bilan de la saison
| Championnat de Norvège féminin de football 2019        |                          |
| Champion                                               | Lillestrøm SK (7e titre) |
| Dauphin                                                | Vålerenga FD             |
| Coupes et trophées                                     |                          |
| Vainqueur Coupe de Norvège                             | Lillestrøm SK            |
| Qualifications continentales                           |                          |
| Ligue des champions féminine de l'UEFA 2020-2021       | Lillestrøm SK            |
| Ligue des champions féminine de l'UEFA 2020-2021       | Vålerenga FD             |
| Promotions et relégations                              |                          |
| Promus en Championnat de Norvège féminin de football   | Aucun                    |
| Relégués en Championnat de Norvège féminin de football | Fotballaget Fart         |
| Relégués en Championnat de Norvège féminin de football | Stabæk FK                |